# Polyphaenis xanthosuffusa
Polyphaenis xanthosuffusa är en fjärilsart som beskrevs av Fernandez 1931. Polyphaenis xanthosuffusa ingår i släktet Polyphaenis och familjen nattflyn. Inga underarter finns listade i Catalogue of Life.